# Adélaïde Koudougnon
Adélaïde Ozoua Koudougnon, née en 1977, est une athlète, footballeuse et entraîneuse de football ivoirienne. 

## Biographie

### Carrière en athlétisme
Adélaïde Koudougnon est médaillée de bronze au triple saut aux championnats d'Afrique juniors 1995 à Bouaké. Elle est ensuite médaillée de bronze en heptathlon aux championnats d'Afrique 1996 à Yaoundé. 
Elle est sacrée championne de Côte d'Ivoire du 100 mètres haies en 1994, 1995 et 1998, du 200 mètres haies en 1994, du saut en longueur en 1995 et 1998 et du triple saut en 1994 et 1995.

### Carrière en football
Adélaïde Koudougnon est joueuse et capitaine de l'équipe de Côte d'Ivoire féminine de football de 1992 à 2005 ; elle marque notamment un but contre le Mali le 10 août 2002 lors du premier tour aller des éliminatoires du Championnat d'Afrique féminin de football 2002.
En club, elle débute aux Carpes rouges de San Pedro ; elle est surtout l'une des joueuses clés de la Juventus de Yopougon, où elle finit sa carrière.
Elle est ensuite sélectionneuse de l'équipe nationale de 2004 à 2010 et membre de la Direction technique nationale de 2004 à 2022.
Elle est nommée en décembre 2022 entraîneuse de la toute nouvelle section féminine de l'ASEC Mimosas, qui débute en deuxième division.